# Иерофей (Соболев)
Епи́скоп Иерофе́й (в миру Влади́мир Ива́нович Со́болев; 27 октября 1936, Теньгушево, Мордовская АССР — 14 августа 2001, Арзамас) — епископ Русской православной церкви, епископ Балахнинский, викарий Нижегородской епархии.
Тезоименитство — 17 октября (священномученика Иерофея, епископа Афинского)

## Биография
Родился 27 октября 1936 года в селе Теньгушево Мордовской АССР в крестьянской семье.
Окончил среднюю школу. В 1957—1961 годах учился в Московской духовной семинарии, в 1961—1965 годах — в Московской духовной академии.
В 1963 году поступил в братство Троице-Сергиевой лавры. Нёс различные послушания.
15 октября 1964 года пострижен в монашество с именем Иерофей в честь священномученика Иерофея, епископа Афинского.
22 ноября 1964 года рукоположён во иеродиакона.
В 1965—1972 годах учился в аспирантуре Московской духовной академии.
30 января 1966 года рукоположен во иеромонаха.
В 1970 году митрополитом Таллинским и Эстонским Алексием (Ридигером) возведён в сан игумена.
В 1979 году возведён в сан архимандрита.
С 3 июля 1986 по 20 января 1987 года — второй священник Екатерининской церкви города Ветлуги Горьковской области.
С 20 января 1987 по 18 июля 1991 года — настоятель Воскресенского кафедрального собора города Арзамаса Нижегородской области.
18 июля 1991 года на заседании Священного Синода Русской Православной Церкви по рапорту митрополита Нижегородского и Арзамасского Николая (Кутепова) определён быть епископом Балахнинским, викарием Нижегородской епархии.
28 июля 1991 года в Воскресенском соборе Арзамаса Патриарх Московский и всея Руси Алексий II в сослужении архиереев совершил наречение настоятеля собора архимандрита Иерофея (Соболева) во епископа Балахнинского, викария Нижегородской епархии.
29 июля 1991 года в Арзамасском Воскресенском соборе хиротонисан во епископа Балахнинского, викария Нижегородской епархии. Хиротонию совершили Патриарх Московский и всея Руси Алексий II, митрополиты Крутицкий и Коломенский Ювеналий (Поярков), Смоленский и Калининградский Кирилл (Гундяев), Нижегородский и Арзамасский Николай (Кутепов), архиепископы Оренбургский и Бузулукский Леонтий (Бондарь), Чебоксарский и Чувашский Варнава (Кедров), Калужский и Боровский Климент (Капалин), Ивановский и Кинешемский Амвросий (Щуров), Самарский и Сызранский Евсевий (Саввин), Ташкентский и Среднеазиатский Владимир (Иким), Тамбовский и Мичуринский Евгений (Ждан), Алма-Атинский и Семипалатинский Алексий (Кутепов), епископы Тверской и Кашинский Виктор (Олейник), Истринский Арсений (Епифанов), Подольского Виктор (Пьянков), Тобольский и Тюменский Димитрий (Капалин), Бендерский Викентий (Морарь), Владимирский и Суздальский Евлогий (Смирнов).
С этого времени до своей кончины он продолжал служение в городе Арзамасе, в кафедральном Воскресенском соборе, часто служил череду за священников собора, крестил, венчал. Жил со своей престарелой мамой в простом деревенском доме, не имел автомобиля, даже служебного — пока митрополит Николай не благословил ему одну из епархиальных «Волг».
Помогал в управлении епархией митрополиту Нижегородскому Николаю.
В последние годы жизни владыка Иерофей много болел — несколько раз ломал ногу — а на фоне диабета выздоровление проходило очень плохо — постоянно передвигался на костыле, даже служил так. Попадал в аварию. Пережил разбойное нападение на свой дом — преступники избили епископа Иерофея, причинив ему сотрясение мозга и перелом ребер, избили и мать владыки, взяли 10 тысяч рублей и скрылись.
Скончался 14 августа 2001 года после тяжёлой продолжительной болезни в Арзамасе. Погребён в Свято-Троицком Серафимо-Дивеевском монастыре.

## Награды
- Орден святого равноапостольного великого князя Владимира III степени
- Орден преподобного Сергия Радонежского III степени
- Медаль преподобного Сергия Радонежского
- похвальные грамоты